# 张吉勇
张吉勇（1959年5月—2015年1月11日），贵州松桃人。中华人民共和国政治人物。1982年8月開始工作，1986年3月加入中国共产党。贵州财经学院贸易经济专业毕业，大学学历，经济学学士，经济师。曾任中共毕节市委书记。

## 生平
历任贵州省铜仁地区商业干部学校教师；铜仁地区商业局工作员、业务科副科长；铜仁地区五交化公司经理、党支部书记；铜仁地区商业局党组成员、副局长；铜仁地区财政局党组成员、副局长；铜仁地区交通局党组书记、局长；铜仁地区财政局党组书记、局长，地区地方税务局局长(兼)；铜仁地区行署副专员；中共毕节地委副书记，地区纪委书记等职。2006年10月，任中共遵义市委副书记。2008年6月，任中共毕节地委副书记，行署专员、党组书记。2012年1月，任中共毕节市委副书记，市人民政府市长、党组书记。2012年7月，任中共毕节市委书记。2014年8月，兼任毕节市人大常委会党组书记。
2015年1月11日23时因病去世。